# Tiden (tidskrift)
Tiden är en svensk tidskrift som grundades 1908 av Hjalmar Branting. Det är en socialdemokratisk idé- och debattidskrift som utkommer med sex nummer per år. Utgivare är Tankesmedjan Tiden (före 2014 Arbetarrörelsens Tankesmedja), som 2006 bildades av Socialdemokraterna (SAP), Landsorganisationen (LO) och Arbetarnas bildningsförbund (ABF).
Kända medarbetare genom tiderna är till exempel Ernst Wigforss, Ole Jödahl och före detta talmannen i riksdagen Björn von Sydow. 
De senaste chefredaktörerna har varit Anne-Marie Lindgren, Nina Wadensjö, Tommy Svensson, Bo Bernhardsson, Daniel Suhonen, Jesper Bengtsson och Daniel Färm. Nuvarande chefredaktör, sedan mars 2019, är Payam Moula.